# Straß (Malgersdorf)
Straß ist ein Ortsteil der Gemeinde Malgersdorf im niederbayerischen Landkreis Rottal-Inn.

## Geografie und Verkehrsanbindung
Der Weiler liegt auf freier Flur, etwa 2,7 km südlich von Malgersdorf. Eine Stichstraße führt zur 400 m westlich verlaufenden Bundesstraße 20.

## Geschichte
Vor der bayerischen Gebietsreform war Straß ein Ortsteil der Gemeinde Jägerndorf. Diese wurde 1972 nach Arnstorf eingegliedert. 1975 wurde Straß zusammen mit einigen weiteren Ortsteilen nach Malgersdorf umgegliedert.